# Yelverton (Devon)
Yelverton – wieś w Anglii, w Devon, w dystrykcie West Devon, w civil parish Buckland Monachorum. Leży 14 km od miasta Plymouth, 46,8 km od miasta Exeter i 302,5 km od Londynu. W 2015 miejscowość liczyła 3711 mieszkańców.